# Raajoja
Raajoja is een beek, die stroomt in de Zweedse  provincie Norrbottens län. De Raajoja krijgt haar water uit een moerasgebied, waar zij continu doorheen stroomt. Ze stroomt zuidwaarts. De benedenloop van de beek is gekanaliseerd in een slotenstelsel om het water verder af te voeren. De Raajoja eindigt in de Juovoja. De Raajoja is ongeveer 4 kilometer lang.